# Sierra Catarinense
La Sierra Catarinense son áreas montañosas que pasan por el territorio del estado de Santa Catarina. Gran parte de sus poblaciones se sitúan de más de mil metros de altitud, permitiendo que durante el invierno ocurran heladas y nevadas, habiendo llegado a temperaturas extremas cómo -17,8 °C en el Morro da Igreja en 1996, tomado como un registro extraoficial.

## Geografía
La Sierra Catarinense se localiza en una región también conocida como Planalto Serrano. Componen la región los siguientes municipios: Anita Garibaldi, Bocaina del Sur, buen Jardín de la Sierra, Bueno Retiro, Campo Bello del Sur, Capão Alto, Cerro Negro, Correa Pinto, Lages, Otacílio Costa, Panel, Palmeira, Puente Alto, Río Rufino, Son Joaquim, Son José del Cerrito, Urubici y Urupema. Esos 18 Municipios ocupan una área de más de 16000 km², equivalente a 17% del territorio del estado.

### Clima
El clima catarinense es clasificado como subtropical húmedo. Al contrario del observado en la mayor parte del territorio brasileño, en el sur de Brasil las cuatro estaciones están bien definidas. En la región serrana se observa la acción de un invierno bastante riguroso, con frecuentes registros de temperaturas marcando abajo de cero en todas las ciudades de la región y precipitaciones de nieve en varias localidades. Tal hecho confiere al estado de Santa Catarina las temperaturas más bajas registradas en Brasil.

### Relieve

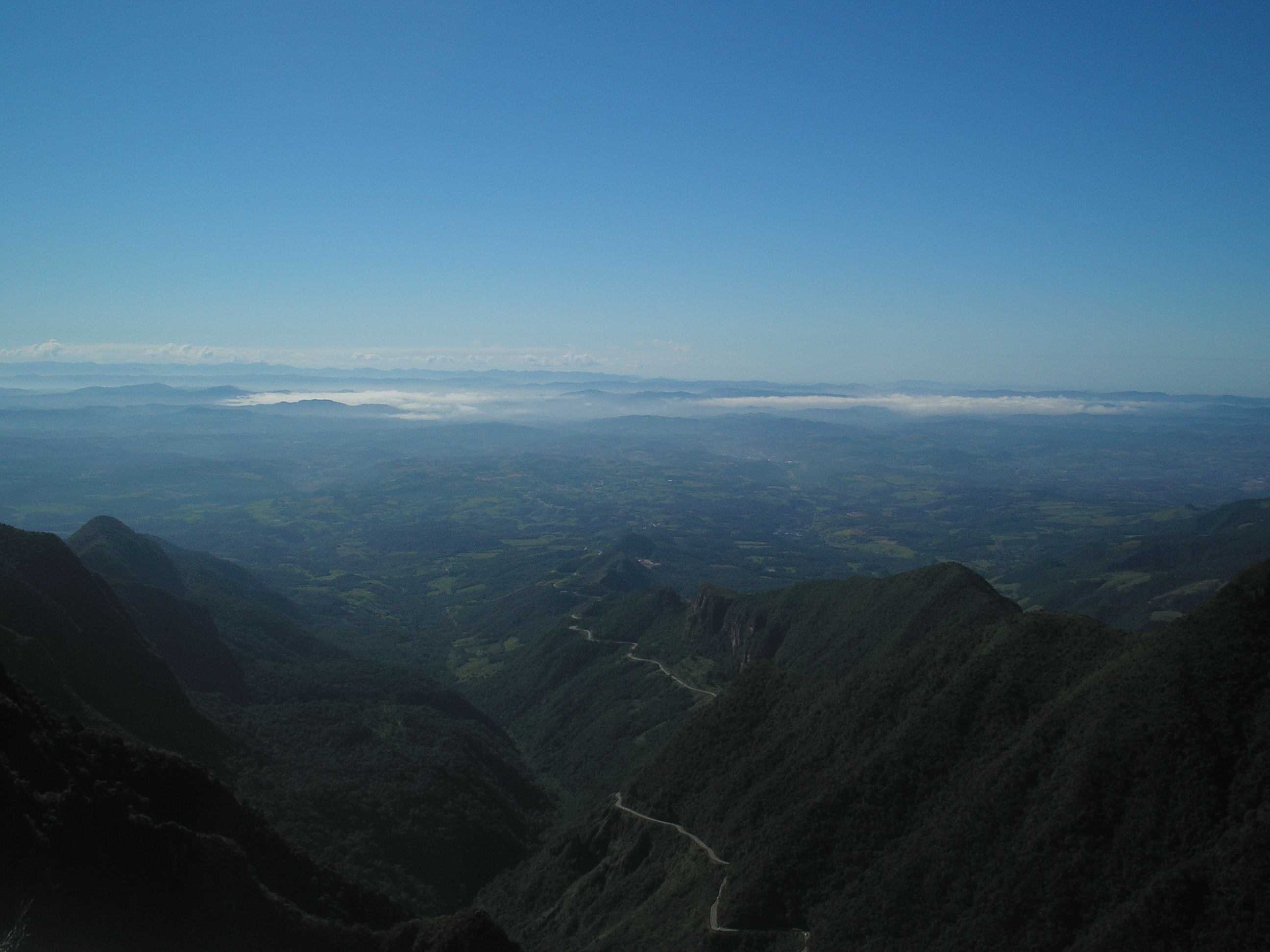
La Sierra Catarinense posee la mayor cadena de montañas del sur del país

Es en la región serrana catarinense que se localiza el punto más alto del estado, el Morro de Boa Vista, situado entre los municipios de Urubici y Bom Retiro, con una altitud de 1.827 m. 
El segundo punto más elevado del estado es lo Morro da Igreja con 1822 metros por encima del nivel del mar que situado en el municipio de Bom Jardim da Serra, próximo a las divisas con Urubici, Grano Pará y Orleans. El Morro da Igreja es considerado el punto habitado más alto de la Región Sur de Brasil.
Con 77% de su territorio por encima de 300m de altitud y 52% por encima de 600m, Santa Catarina figura entre los estados brasileños de más fuerte relieve.
Formada por capas de basalto, intercaladas con capas de arenito,  la superficie del planalto es regular y se inclina suavemente para oeste.

## Turismo
El turismo en la región se encuentran en constante desarrollo, buscando proveer a los visitantes con una infraestructura más adecuada.
Lages, el mayor municipio de la Sierra Catarinense, tiene en torno a 170 mil habitantes y es considerado la cuna del turismo rural en Brasil. Fue allá que las primeras haciendas se transformaron en hoteles, en la década de 1980, ofertando a los turistas el escenario ideal para un contacto directo y genuino con la naturaleza y con el ambiente rural.
Los principales puntos turísticos de la región son:
- Alagados: región de fácil acceso y de extrema belleza, donde se destaca la variedad de fauna y flora, pudiendo ser utilizada como área de pesca deportiva y de estudios ecológicos.

- Cañón de los Naranjos - Hacienda Santa Cândida: Situado en la localidad de Santa Bárbara en el municipio de buen Jardín de la Sierra, el Cânion de los Naranjos es uno de los destaques de la región, siendo más una demostración de belleza de la Sierra General. Se llega al local a través de senderos, recorridas a pie o a caballo.

- Cascada de la Barrinha: Localizada a los márgenes de la Carretera SC-438, a 3 km del centro de Bom Jardim da Serra. Su fácil acceso posibilita la visita y la utilización como balneário de pícnic.

- Morro da Igreja: Diferente de lo que se pensaba, la Morro da Igreja pertenece al municipio de Bom Jardim da Serra. Es el segundo punto más alto del estado y el punto más alto habitado de la Región Sur de Brasil con 1822 m por encima del nivel del mar. El acceso es hecho por SC-370 (antigua SC-439) por el municipio de Urubici, cerca de 28 km del centro de la ciudad. En el mismo local está instalado un radar del CINDACTA II que monitorea todas las aeronaves que sobrevuelan el sur del País, en la base aérea de la Aeronáutica. La visita es hecha por senderos, recorridas a pie o a caballo, motocross y jeeps, estimulando el turismo de aventura.

- Parque Nacional de Son Joaquim: fue creado con el objetivo de garantizar la preservación de la fauna y flora exclusivas del Sur del País, sobre todo de la araucária, también conocida como abeto brasileño. Con 49 mil hectáreas, el Parque es una de las mayores áreas destinadas a la preservación permanente. Comprende los municipios de Urubici, Bom Jardim da Serra, Grano-Pará y Orleans.

- Río Pelotas: nace en el Municipio, siendo el mayor afluente del Río Uruguay. Además de este, dieciocho ríos más nacen en Bom Jardim da Serra y desembocan en el Río Pelotas. Las nacientes del río Pelotas están en las pendientes del Morro da Igreja.

- Sierra de Venecia: El tráfico es hecho solamente a pie o a caballo. Está situada en la localidad de Son Bento, a 38 km del centro de Bom Jardim da Serra.

- Sierra del Imaruí: El tráfico es hecho solamente a pie o a caballo. Está situada en la localidad de Santa Bárbara, a 25 km del centro de Bom Jardim da Serra.

- Sierra del Río del Rastro: Es perteneciente al municipio de Lauro Muller y es cortada por la carretera SC-438. La Sierra del Río del Rastro es una de las principales tarjetas postales del estado de Santa Catarina y la principal conexión de la Sierra Catarinense con el litoral sur del estado. La sierra queda a 23 km del centro de Lauro Muller y 12 km del centro de Bom Jardim da Serra. Al anochecer, la carretera es iluminada revelando sus sinuosas y bellísimas curvas que es uno de los principales destaques de la región.

- Mirador de la Sierra del Río del Rastro: Queda a 11 km del centro de Bom Jardim da Serra, posee aparcamientos, kioskos y cafeterías. Es uno de los puntos más visitados de la región donde puede observar las montañas y la carretera deslumbrante encarnada en la montaña. Esta carretera es líder en una investigación de una revista española concursando con más de 10 carreteras internacionales. En días de cielo limpio es posible la visibilidad del mar.

- Torre de Energía Eólica: Localizada a los márgenes de SC-438 en las proximidades del Mirante de la Sierra del Río del Rastro, en el municipio de buen Jardín de la Sierra. La torre tiene 44 m de altura y tres hélices midiendo 22 m cada una, generando 600 kWh, que son incorporados en la red de alta tensión. La iluminación de la carretera de la Sierra del Río del Rastro es hecha a través de esta torre.

- Parque Eólico: Localizado en el tope de la Sierra del Río del Rastro, en el municipio de Bom Jardim de la Sierra. Su acceso es hecho por una Carretera Municipal que queda próxima al tope de la sierra. En esta misma región está siendo instalado el Condomínio Altos de la Sierra, el primero condomínio cerrado de Bom Jardim de la Sierra.

- Sierra del Cuervo Blanco: Está localizada en el municipio de Grano Pará y es cortada por la carretera SC-370 (antigua SC-439). La carretera de la sierra no tiene pavimentación y es estrecha, lo que hace difícil su recorrido.